# Hildegard Neuffer-Stavenhagen

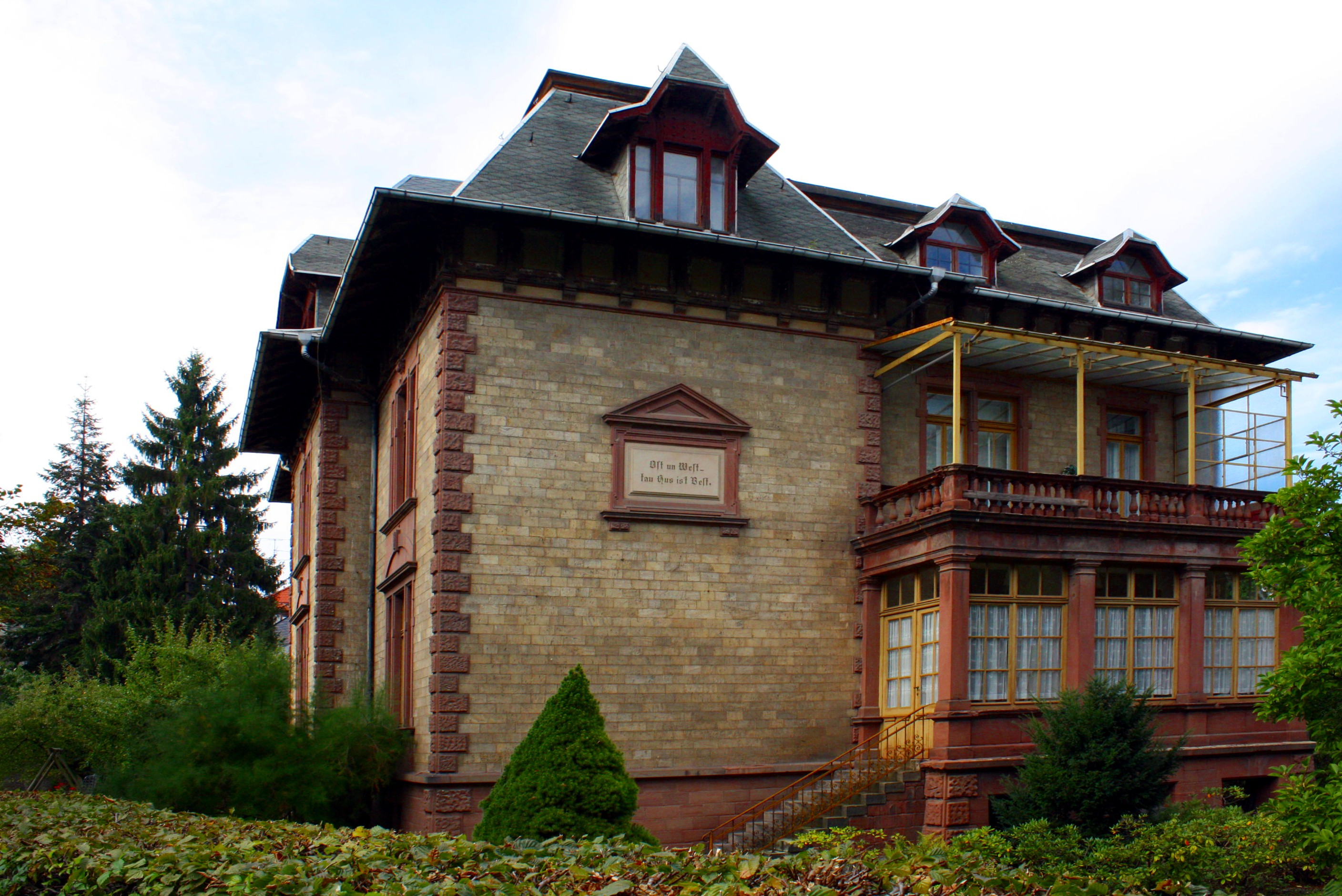
Wohnhaus in Weimar (2014)

Hildegard Neuffer-Stavenhagen (geborene Stavenagen; * 3. Juli 1866 in Greiz; † 17. Oktober 1939 in Weimar) war eine deutsche Schriftstellerin mit Schwerpunkt Kinderliteratur und Pädagogik.
Stavenhagen wurde als Tochter eines Kaufmanns geboren. Früh erhielt sie Klavierunterricht, ihr Bruder war der Komponist und Pianist Bernhard Stavenhagen (1862–1914). Hildegard Neuffer-Stavenhagen war mit dem ungarischstämmigen Schauspieler und Theaterleiter Dagobert Neuffer (1851–1939) verheiratet und Mutter von vier Kindern. Ihr Schwiegersohn Max Strub war Geiger.

## Werke
- Märchenfäden. Mit Zeichnungen von Oskar Herrfurth. 5. vermischte Auflage, M. R. Hoffmann, Berlin 1919 (6. Auflage 1921).
- Kinderseelen. Aus dem Tagebuche einer Mutter. M. R. Hoffmann, Berlin 1919.
- Schneewittchen und die sieben Zwerge. Märchenspiel in 10 Bildern. Musik von Helmut Fellmer, Waisenhaus-Buchdruck, Braunschweig 1920.
- "Neuffers Tierleben". Wie meine Kinder mit Tieren Freundschaft hielten. Mit Buchschmuck von Adalbert Stieren und 8 eingeschalteten Wirklichkeitsbildern, Max R. Hoffmann, Berlin 1921.
- Durchsonnte Pflichten, eine Überwindung des Alltags. M. R. Hoffmann, Berlin 1925.
- Krippenspiel in drei Bildern. Textb. Vieweg, Berlin 1932.
- Die Mutterschaft, unsere Unsterblichkeit. Böhlau, Weimar 1935.